# Memminger Ach
Die Memminger Ach ist ein insgesamt 36 Kilometer langer Nebenfluss der Iller. Ihr Quellgebiet ist das Benninger Ried. Da sie stellenweise fünf Meter breit ist, wird sie in den Statistiken sowohl als Bach als auch als Fluss bezeichnet.
Entstanden ist der Unterlauf als Kanal zu Gründungszeiten der Stadt Memmingen. Damals wurden die Gewässer des Riedes gebündelt und am Mauereintritt über den Stadtgraben in die Stadt geleitet. Hier wurde für die Verhältnisse dieser Zeit etwas Beachtliches geschaffen. Die „Wasserkunst“ war ein Meisterwerk mittelalterlichen Wasserbaues und gilt als eines der Sieben Memminger Wahrzeichen.
Die Bezeichnung Memminger Ach ist üblich ab dem Zusammenfluss ihres Oberlaufes Kressenbach  mit dem Riedbach südöstlich der Altstadt von Memmingen. Bis zum Austritt aus der Stadtmauer beim Luginsland ist auch die Bezeichnung Stadtbach gebräuchlich. Die Fließgeschwindigkeit liegt bei etwa zwei Metern pro Sekunde. Die Memminger Ach fließt weiter durch das Gelände der ehemaligen Landesgartenschau nach Heimertingen, durch die Auwälder der Iller, vorbei an Fellheim bis Pleß, wo sie in die Iller mündet. Sie hat hier eine Wasserführung von im Mittel 2,3 m³/s.
Innerhalb der Altstadt von Memmingen und in Heimertingen gehört der Fluss zur Gewässerstrukturgüte VII, außerhalb überwiegend zur Strukturgüte I bis II. Die Wasserqualität entspricht den Güteklassen I bis II. Der Fluss wird von vier Kleinelektrizitätswerken genutzt, die sich in der Memminger Altstadt, an einem ehemaligen Sägewerk in Amendingen und (zwei) in Heimertingen befinden.
Bereits 1564 hieß es: „Durch Memmingen fließt ein Bach von reinstem Brunnenwasser“. Dies war sicher nicht mehr der Fall, nachdem die Ach die Stadt verlassen hatte, da gerade zu dieser Zeit der Fluss zur Müllentsorgung verwendet wurde. So wurden die Gerber- und Schlachtabfälle und anderer Müll mit der Memminger Ach aus der Stadt geleitet. Das hatte zur Folge, dass der Bach einmal im Jahr abgelassen werden musste, um den Unrat aus dem Bachbett zu räumen. Zwischen den Zünften wechselnd, durften jedes Jahr die Gesellen den Bach vorher leerfischen. Dies ist seit dem 16. Jahrhundert nachweisbar. Am Ende des 19. Jahrhunderts wurde aus dieser Tradition das Fischerfest bzw. der Fischertag.